# Hypogrammodes sublucida
Hypogrammodes sublucida är en fjärilsart som beskrevs av Walker 1857. Hypogrammodes sublucida ingår i släktet Hypogrammodes och familjen nattflyn. Inga underarter finns listade i Catalogue of Life.